# Indissolubile
Indissolubile è un brano musicale, scritto da Saverio Grandi, composto da Emiliano Cecere ed interpretato dal cantante italiano Valerio Scanu, estratto come terzo singolo dall'album Per tutte le volte che. Il brano pubblicato dalla casa discografica EMI, è in rotazione radiofonica dal 25 giugno 2010.
Del singolo è uscito anche un video musicale, girato nei pressi di Torvajanica e Pomezia.

## Tracce
Download digitale
1. Indissolubile – 3:30 (testo: Saverio Grandi – musica: Emiliano Cecere)